# Who Is Erin Carter?
Who Is Erin Carter? és una sèrie de televisió a Netflix. Ambientada a Barcelona i als seus voltants, és un thriller protagonitzat per dones, amb Evin Ahmad com l'Erin, Sean Teale com el seu marit Jordi, Indica Watson i Douglas Henshall. Els seus set episodis van ser emesos simultàniament el 24 d'agost de 2023 amb subtítols en català.

## Sinopsi
L'Erin és mare, dona i professora que viu el seu somni de ser una expatriada a Catalunya, a la Mediterrània. O això sembla, perquè aviat es fa evident que l'Erin no és qui diu ser. Ara bé, ¿qui és en realitat i fins on pot arribar per ocultar la seva veritable identitat mentre la seva vida comença a desintegrar-se?

## Repartiment
- Evin Ahmad - Erin Carter
- Sean Teale - Jordi
- Indica Watson - Harper
- Douglas Henshall - Daniel Lang
- Denise Gough - Lena
- Susannah Fielding - Olivia
- Charlotte Vega - Penèlope
- Pep Ambròs - Emilio

## Episodis
| Núm. | Títol       | Direcció                    | Guió                                   | Data d'estrena original |
| --- | ----------- | --------------------------- | -------------------------------------- | ----------------------- |
| 1 | «Episodi 1» | Ashley Way                  | Jack Lothian                           | 24 d'agost de 2023      |
| La pintoresca vida de l'Erin fa un gir inesperat quan ella tota sola sotmet els lladres armats d'un atracament a un supermercat, sorprenent la seva filla. |             |                             |                                        |                         |
| 2 | «Episodi 2» | Ashley Way                  | Jack Lothian                           | 24 d'agost de 2023      |
| La veïna xafardera de l'Erin que treballa a la policia ve demanant ajuda tot i que intenta posar bona cara a la seva filla.                                |             |                             |                                        |                         |
| 3 | «Episodi 3» | Ashley Way                  | Adam Gyngell Fred Armesto Jack Lothian | 24 d'agost de 2023      |
| L'Erin s'esforça per esborrar les proves de les seves accions, fent-la entrar més en perill. En Harper sospita cada cop més d'ella.                        |             |                             |                                        |                         |
| 4 | «Episodi 4» | Bill Eagles                 | Jack Lothian                           | 24 d'agost de 2023      |
| Un cop d'ull al passat de l'Erin revela com va arribar a la maternitat i revela els impactants secrets que s'ha afanyat a ocultar.                         |             |                             |                                        |                         |
| 5 | «Episodi 5» | Ashley Way Savina Dellicour | Jack Lothian                           | 24 d'agost de 2023      |
| Mentre que l'Emilio s'apropa a proves crucials, la seva investigació descarrila. L'Erin es veu obligada a confessar-ho tot al seu marit i la seva filla    |             |                             |                                        |                         |
| 6 | «Episodi 6» | Savina Dellicour            | Jack Lothian                           | 24 d'agost de 2023      |
| Un fantasma del passat de l'Erin ve a buscar-la amb venjança, posant-la en risc a ella i als seus éssers estimats.                                         |             |                             |                                        |                         |
| 7 | «Episodi 7» | Bill Eagles                 | Jack Lothian                           | 24 d'agost de 2023      |
| L'Erin ha d'unir-se amb una parella improbable per salvar el que més s'estima. Un assalt atrevit és el sacrifici final.                                    |             |                             |                                        |                         |